# Renato Bialetti
Renato Bialetti (Omegna, 1923 – Ascona (Ticino), 11 februari 2016) was een Italiaans zakenman.

## Biografie
Bialetti werd in 1923 geboren als de zoon van Alfonso Bialetti (1888-1970), de uitvinder van de Moka express. In 1946 nam Renato de leiding van de onderneming over van zijn vader. Hij verkocht het bedrijf in 1986. Op 2 juni 1980 kreeg hij een hoge onderscheiding van de Italiaanse president, namelijk de Grande ufficiale dell'Ordine al merito della Repubblica italiana. 
Bialetti overleed in 2016 op 93-jarige leeftijd. Na zijn crematie werd de as verzameld in een Moka express.